# Geena Rocero
Geena Roncero (nacida en 1983 o 1984) es una supermodelo estadounidense-filipina, conferenciante TED y defensora transgénero residente en la ciudad de Nueva York. Roncero es la fundadora de Gender Proud, una organización de apoyo y ayuda que se destaca por la defensa de los derechos de las personas trans en todo el mundo a "auto-identificarse con el menor número de obstáculos posibles". Ella es transexual.